# Менестіря (Клуж)
Менестіря (рум. Mănăstirea) — село у повіті Клуж в Румунії. Входить до складу комуни Міка.
Село розташоване на відстані 342 км на північний захід від Бухареста, 45 км на північний схід від Клуж-Напоки.

## Населення
За даними перепису населення 2002 року у селі проживали 737 осіб.
Національний склад населення села:
| Національність | Кількість осіб | Відсоток |
| -------------- | -------------- | -------- |
| румуни         | 714            | 96,9%    |
| угорці         | 23             | 3,1%     |

Рідною мовою назвали:
| Мова      | Кількість осіб | Відсоток |
| --------- | -------------- | -------- |
| румунська | 722            | 98,0%    |
| угорська  | 15             | 2,0%     |